# Малое Чернецово
Малое Чернецово — деревня в Нелидовском городском округе Тверской области.

## География
Находится в юго-западной части Тверской области на расстоянии приблизительно 8 км по прямой на север-северо-восток от города Нелидово.

## История
Если на карте 1941 года еще не была отмечен, то на карте 1980 года уже есть. До 2018 года входила в состав ныне упразднённого Нелидовского сельского поселения.

## Население
Численность населения: 44 человека (русские 98 %) в 2002 году, 16 в 2010.